# Faraday Future
Faraday Future ist ein im Jahr 2014 gegründetes amerikanisch-chinesisches Startup-Unternehmen mit Sitz im kalifornischen Gardena, das mit dem Ziel der Herstellung von Elektrofahrzeugen initiiert wurde.
Nach Angaben der britischen Zeitung "The Guardian" ist es von dem in der New Economy groß gewordenen chinesischen Geschäftsmann Jia Yueting im April 2014 gegründet worden. Eingetragen ins kalifornische Amtsregister wurde das Unternehmen am 8. Mai 2014 von Chaoying Deng, der zeitweilig auch als CEO von Faraday Future fungiert hat, unter der Firmenbezeichnung "Faraday&Future Inc.", wobei eine Adresse in Gardena als Firmensitz angegeben worden ist.
Am 28. Januar 2021 hat das Unternehmen "Property Solutions Acquisition Corp." als "Sponsor" zum Zwecke eines SPAC-Mergers an der New Yorker Technologiebörse NASDAQ für Faraday Future ein sogenanntes "Vehikel" aufgelegt, das in einer Mantelgesellschaft mit quasi wertlosem Aktienwert besteht, mit der der Sponsor im Rahmen einer "entgegengesetzt verlaufenden Erstplatzierung" (englisch "Reverse initial public offering", kurz "Reverse IPO") an der Börse Mittel beschafft, welche auf einem Treuhandkonto zusammengetragen werden, also das Unternehmen, das noch nicht an der Börse gelistet ist ("Faraday Future"), für Investoren handelbar macht, um es innerhalb eines vorgegebenen Zeitrahmens auf Beschluss einer Aktionärs-Hauptversammlung hin (mit den gewonnenen Investoren als Aktionären) zu kaufen, um so letzteres privates Unternehmen ("Faraday Future") in ein Aktienunternehmen zu überführen. Dabei werden (über vertragliche Vorvereinbarung) die Anteilsverhältnisse der Alteigentümer des vorherigen Privatunternehmens ("Faraday Future") in der Unternehmenszusammenführung (englisch Merger) in gewissem Maße mitberücksichtigt. Rund 30 institutionelle Investoren aus China, den USA und Europa, ebenso wie eine Stiftung, investieren rund 1 Mrd. US-$ in den Automobilhersteller.
Faraday Future ist benannt nach einem der Grundprinzipien der Elektromotorentechnik bekannt als die Faradaysche Induktion, die nach dem Entdecker der elektromagnetischen Induktion Michael Faraday benannt wurde.

## Geschichte
Ursprüngliche Planungen, im Norden von Las Vegas eine Produktionsstätte zu errichten, sind vom Management von Faraday Future aufgegeben worden. Der Grund dafür liegt darin, dass der US-Bundesstaat Nevada zwar Grundstücke an Gründerunternehmen/Startups günstig vergibt, andererseits die Vergabe staatlicher Zuschüsse mit hohen Hürden verknüpft. So wurde vom Startup Faraday Future seitens des Staates Nevada verlangt, eine Milliarde US-Dollar in eine Produktionsstätte im Norden von Las Vegas zu investieren, wollte es staatliche Zuschüsse bekommen. Diese hohe Hürde konnte vom Management des Unternehmens nicht genommen werden, sodass man sich stattdessen dazu entschlossen hat, ein Fabrikgelände im kalifornischen Hanford zu leasen, um den „Faraday Future FF91“ dort in die Serienfertigung hineinzuführen.
Weitergehende Pläne, in Vallejo, Kalifornien eine weitere Fertigungsstätte zu errichten, sind vom Tisch. Auch die Modellpalette ist gegenüber ursprünglichen Planungen zurückgestutzt worden: von ursprünglich sieben geplanten Modellen war in krisenhaften Zeiten bei Faraday Future lediglich die Realisierung eines einzigen Fahrzeugmodells ernsthaft ins Auge gefasst, nämlich die Realisierung des „Faraday Future FF91“. (Mittlerweile hat sich die Finanzsituation des Unternehmens merklich entspannt, sodass auch wieder größere Pläne für neue Modelle im Unternehmen geschmiedet werden (Stand: Ende Januar 2021). Das war jedoch mehrere Jahre lang spürbar anders.)
Im März 2017 ist Chaoying Deng offiziell zum neuen Geschäftsführer von Faraday Future berufen worden – ein Novum für das Unternehmen, die in der Vergangenheit ihre Geschäftsführer nicht öffentlich benannt hat. Einige Zeit vorher konnte Stefan Krause, zuvor Finanzfachmann bei BMW und bei der Deutschen Bank, auf den Posten des Finanzdirektors bei Faraday Future berufen werden.
Mit der Dringlichkeit konfrontiert, das Unternehmen Faraday Future zusammenzuhalten, sah sich letzterer gedrängt, im Beisein von Angestellten in der Firmenzentrale in Gardena, Kalifornien, zu erklären, dass die Entlassungen beim Faraday-Geschäftspartner LeEco am 23. Mai 2017 in den USA auf das Unternehmen Faraday Future (personell) keine Auswirkungen haben würden.
Im Juli 2017 konnte darüber hinaus der Ex-BMW-Vordenker für das i-Projekt, Ulrich Kranz, für den Posten des Technikchefs bei Faraday Future verpflichtet werden.
Die Verantwortlichen hofften, eine Finanzierung der Unternehmensvorhaben in den darauffolgenden Monaten sicherstellen zu können (Stand: Mai 2017).
Maßgebender Geschäftspartner von Faraday Future war bis dato die „LeShi Holding (Beijing) Company“, auch bekannt unter ihrer Handelsmarke „LeEco“, insbesondere deren vormaliger Manager in leitender Funktion Jia Yueting, der Teile seines privaten Vermögens in Faraday Future investiert hat, der jedoch aufgrund der Liquiditätsprobleme bei LeEco später dort ins zweite Glied zurückgetreten ist. Wenngleich der Investor Yueting, den Faraday Future im Rücken stehen hatte, im Mai 2017 in Schwierigkeiten steckte, haben die Faraday-Verantwortlichen gleichwohl beabsichtigt, in der Zeit darauf viel Kapital für die Weiterführung der Geschäfte und Investitionen zusammenzutragen. Leider waren diese Bemühungen bis auf kleinere Schuldverschreibungen wenig erfolgreich: die Anstrengungen vom seinerzeitigen Finanzchef Stefan Krause um neue Investoren endeten allzu häufig an der gleichen Stelle. Nach Durchsicht der Zahlen verabschiedeten sich die Interessenten oder bestanden darauf, dass Jia Yueting die Kontrolle über das Unternehmen abgeben müsse. Doch Yueting weigerte sich, die Kontrolle aus der Hand zu geben. Unter anderem hätten sich europäische und chinesische Autohersteller Faraday Future angeschaut, heißt es in Finanzkreisen. Mit dem indischen Mahindra-Konzern seien ernsthafte Gespräche geführt worden. Mindestens drei an der FF91-Technologie interessierte Investoren hätten konkrete Angebote vorgelegt, über Summen von gut 700 Millionen Dollar sei gesprochen worden. Doch Jia habe stets blockiert. Nachdem die Bemühungen immer wieder auf der Stelle festliefen und sich keine merkliche Besserung einstellte, kündigte schließlich Stefan Krause am 14. Oktober 2017 seine Stelle als Finanzchef bei FF. Zudem wollte sich Krause nicht einer Insolvenzverschleppung schuldig machen. Einen Tag später folgte ihm der Technikchef Ulrich Kranz. Einer anderen Darstellung zufolge soll Krause gefeuert worden sein. Die Öffentlichkeit erfuhr davon zunächst nichts. Doch im Oktober/November 2017 fegte eine regelrechte Kündigungswelle über Faraday Future hinweg; die Mitarbeiter verließen das Unternehmen scharenweise, darunter viele prominente Namen aus der Automobilindustrie, etwa Pontus Fontaeus, Chef für Fahrzeuginterieurgestaltung bei FF, der bereits am 10. Oktober kündigte, dann viele andere, unter anderem Bill Strickland, Ex-Ford-Produktionsingenieur, später Produktionschef bei FF, Sohel Merchand, Fahrzeugentwickler, Christoph Kuttner, Ingenieur für Fahrzeuginterieurgestaltung, Tom Wessner, Leiter der Materialbeschaffungsabteilung von FF, Richard Kim, Chef-Designer bei FF, der zuvor am BMW i3 und i8 mitgearbeitet hatte u. a. m. So war klar, dass die Abgänge nicht lange unbemerkt bleiben würden.
In der Folgezeit haben Ulrich Kranz und Stefan Krause ein eigenes Unternehmen gegründet: EVelozcity. Mittlerweile trägt es den Namen "Canoo". Kranz und Krause wollten seinerzeit einen batterieelektrisch angetriebenen Lieferwagen entwickeln, wobei Kranz das Vorhaben mittlerweile in die Realisierungsphase geführt hat (Stand: Januar 2021).
Ab November/Dezember 2017 war Jia Yueting dann auch offiziell Chef von Faraday Future; die maßgebenden Entscheidungsbefugnisse hatte er ja bereits vorher inne; Chaoying Deng war in der Zeit Vizechef des Unternehmens.
Nach diversen Schlagzeilen in 2017 gab es im Februar/März 2018 Neuigkeiten von dem kalifornischen Start-up: FF soll angeblich von einem Investor aus Hongkong eine Finanzspritze von 1,5 Mrd. Dollar in Aussicht gestellt bekommen haben – gut ein Drittel davon soll bereits überwiesen worden sein. Außerdem bekräftigte Faraday bei einem Treffen mit Zulieferern, sein Elektro-SUV FF 91 noch im Jahr 2018 auf den Markt bringen zu wollen. Im Juni 2018 kursierte dann die Nachricht, dass sich angeblich Evergrande Health aus Hongkong für zwei Milliarden US-Dollar einen 45-prozentigen Anteil an Faraday Future gesichert haben soll. Der Deal soll angeblich, wie folgt, eingefädelt worden sein: technisch sollen bisherige Transaktionen von Evergrande Health mit Hilfe eines Unternehmens namens Season Smart Limited umgesetzt worden sein: Season Smart Limited und FF Top Holding, beide auf den britischen Jungferninseln ansässig, haben angeblich ein Joint-Venture-Unternehmen namens Smart King Ltd. gegründet, welches dem mit Faraday Future verbandelten Firmenkonglomerat von Jia Yueting übergeordnet wurde (Faraday Future inklusive). (Ein genaueres Nachprüfen liefert, dass die präzisere Bezeichnung des Joint-Venture-Unternehmens "Smart Kingdom Holdings Ltd." lautet.) Für die Bereitstellung der Investitionsbeträge in Höhe von 2 Mrd. US-Dollar erhält Evergrande Health als Gegenleistung einen 45-prozentigen Anteil am Joint Venture; weitere 33 % sei die anteilige Beteiligung von Faraday Future/Jia Yueting, weitere 22 % seien Belegschafts-Mitarbeiterbeteiligungen von Faraday Future, die in das Joint Venture anteilig eingehen. Die Investitionsgelder waren auf drei Tranchen verteilt; die erste in Höhe von 800 Mio. US-Dollar hatte Faraday Future bereits erhalten; die zweite in Höhe von 600 Mio. US-Dollar wurde vor dem 31. Dezember 2019 fällig, die dritte in Höhe von weiteren 600 Mio. US-Dollar vor dem 31. Dezember 2020.
Faraday Future hatte mit dem Ausbau des seit 2017 geleasten Werks im kalifornischen Hanford begonnen. Das für die E-Auto-Produktion benötigte Equipment wurde bestellt und sollte gemäß Planungen Ende Mai fertig installiert sein. Nach Planungen sollten bis Ende August 2018 die Produktionsprozesse soweit vorangeschritten sein, dass bis dahin ein erstes Fahrzeug aus der Fertigung herausrollen konnte. Der Verlautbarung nach ist dies auch geschehen.
Doch spätestens im Juni 2018 mehrten sich bei Faraday Future bereits die Anzeichnen, einige Zeit später wieder klamm zu sein. Dass die 800 Mio. US-Dollar aus der ersten Tranche schneller als gewünscht ausgegeben waren, lag außer an den Umbauarbeiten und an der Fabrikausrüstung in Hanford wohl auch daran, dass einige Firmen noch ausstehende Verbindlichkeiten von FF auf dem US-amerikanischen Rechtsweg mit Erfolg eingeklagt haben. Infolgedessen kam Jia Yueting erneut in die Bredouille. Jia versuchte zu erreichen, dass die zweite Tranche, früher als im Vertrag vereinbart, ausgezahlt würde, doch Evergrande weigerte sich, dies zu tun. Auch erlaubte Evergrande Faraday Future nicht, sich anderweitig von anderen Investoren Geld auszuleihen. Daraufhin warf Jia Evergrande vor, das Unternehmen Faraday Future im Hinblick auf die Betriebsfinanzen zu strangulieren. Der Streit kam vors Schiedsgericht in Hongkong. Ungefähr Ende September/Anfang Oktober 2018 ist dann ein Urteil gefällt worden: danach darf sich Faraday Future laut Gerichtsbeschluss auch bei anderen Investoren Geld leihen, allerdings unter Auflagen. In der Folgezeit gab es Verhandlungen mit Evergrande, die dazu geführt haben, dass Evergrande die verbleibende Auszahlung in Höhe von 1,2 Mrd. US-$ erlassen bekommt und dass Evergrande im Gegenzug seinen Beteiligungsanteil an Faraday Future von 45 % auf 32 % reduziert. Dies wurde im Dezember 2018 verlautbart.
Im Frühjahr 2019 konnte Jia Yueting angeblich von der Chicagoer Handelsbank „Birch Lake Associates“ eine Bis-zu-225-Mio.-US-$-Brückenfinanzierung für FF erwirken. Ob dieser Deal wirklich zustande gekommen ist, und falls ja, wie viel Geld tatsächlich geflossen ist, dürfte nur Insidern bekannt sein.
Ende August 2019 trat Jia Yueting vom Amt des leitenden Geschäftsführers von Faraday Future zurück; Anfang September übernahmCarsten Breitfeld (ein früherer BMW-Manager) das Amt des CEO. Yueting sollte unter der Leitung von Breitfeld „Chief Product & User Officer“ werden, was dann wohl auch geschehen ist. In den darauffolgenden Wochen war Carsten Breitfeld mit seinen Mitarbeitern offenbar damit befasst, eine neue Geschäftsstrategie sowie eine neue Roadmap für das Unternehmen Faraday Future auszuarbeiten (Stand: September 2019); erste Zeitmarken wurden vorgeplant. Auch wurde der Entschluss gefasst, ein kleineres Schwestermodell namens „Faraday Future FF81“ zu entwickeln. In der Folgezeit sollte für das Unternehmen Faraday Future eine neue Finanzierungsrunde eingeläutet werden. Der Kapitalbedarf für die darauffolgende Phase wurde von den Verantwortlichen auf 850 Mio. US-$ geschätzt.
Im Herbst 2019 wurden bei Faraday Future auch Personalneuzugänge bekanntgegeben: So sollte Bob Kruse den Posten eines „Senior Vice President for Product Execution“ übernehmen und damit die Ausführung der Produktentwicklung bis in die vollumfängliche Fertigung hinein überwachen. Und Benedikt Hartmann sollte als „Senior Vice President of Global Supply Chain Organization“ dazustoßen und fortan die gesamte Lieferkettenorganisation kontrollieren.
Im Herbst 2019 hat schließlich Jia Yueting vor einem Gericht in Delaware einen Antrag zur Finanzsanierung seiner Finanzen nach Kapitel 11 des Insolvenzrechtsgesetzes der Vereinigten Staaten eingereicht, der mit einer formellen Erklärung der Insolvenz verbunden ist; der Antrag ist im Juni 2020 finalisiert worden. Im Zuge des Insolvenzverfahrens musste Jia Yueting seine von ihm bis dato gehaltenen Besitzanteile an Faraday Future abtreten. Sie sind Teil der Insolvenzmasse geworden. Damit ist eine Trennung der Finanzen von Jia Yueting und der Finanzen von Faraday Future faktisch hergestellt, da Gläubiger, welche Forderungsrechte gegen Jia Yueting besitzen, diese nun nicht länger gegen Faraday Future erheben können. Nur Firmen, die für Faraday Future Aufträge erledigt haben, könnten diese gegen das Unternehmen noch geltend machen; allerdings dürften diesbezügliche etwaige noch ausstehende Forderungen überschaubar sein. Mit dem finanziellen Trennungsschnitt Yueting/Faraday Future dürfte Carsten Breitfeld erleichtert nach vorne schauen können. Viele Investoren seien allerdings immer noch misstrauisch, so Breitfeld sinngemäß. Im Unterschied dazu steht "Birch, Lake Associates", eine in Chicago ansässige Handelsbank, hinter Breitfeld und Faraday Future. Sie hilft derzeit dem Unternehmen mit einer Brückenfinanzierung in einer Höhe von maximal 45 Mio. US-Dollar, deren Rückzahlung im Oktober 2021 fällig wird.
Mit der Fertigung des Elektroautomodells „Faraday Future FF91“ haben Verantwortliche von Faraday den südkoreanischen Auftragsfertiger "Myoung Shin" beauftragt. Insidern zufolge haben diese des Weiteren im Dezember 2020 eine FF-Zweigniederlassung in Zhuhai in der chinesischen Provinz Guangdong initial in Gang gesetzt, deren Arbeitsschwerpunkte im Elektro- und Hybridauto-bezogenen Gebrauch von Herstellungs- und Testeinrichtungen, in der Softwareentwicklung und Fertigung von intelligentem In-Car-Equipment sowie im Vertrieb von Elektro- und Hybridfahrzeugen liegen soll. Es sieht so aus, als wollen die FF-Verantwortlichen – zusätzlich zur Auftragsfertigung in Südkorea – für die Produktion des „Faraday Future FF91“ in China nach Partnern suchen und dort mit Partnern ein Joint-Venture-Unternehmen gründen. Erste diesbezügliche Verhandlungen mit dem Hersteller "Geely" laufen bereits (Stand: Januar 2021). Mit Geely haben die Verantwortlichen von Faraday Future bereits eine "Rahmenkooperationsvereinbarung für eine Unterstützung mit Technologie- und Ingenieurleistungen" getroffen.
Am 28. Januar 2021 hat das Unternehmen "Property Solutions Acquisition Corp." als „Sponsor“ zum Zwecke eines SPAC-Mergers an der New Yorker Technologiebörse NASDAQ für Faraday Future ein sogenanntes „Vehikel“ aufgelegt, wodurch Faraday Future an der NASDAQ für Investoren handelbar wird. Der SPAC-Merger soll etwa 3,4 Mrd. US-$ wert sein. (Genauer müssten es wohl 3,3696 Mrd. US-$ sein.). Nach der Fusion mit dem Investmentunternehmen Property Solutions Acquisition soll die neue Faraday Future Inc. unter dem Tickersymbol „FFIE“ an der NASDAQ gehandelt werden. Der Abschluss der Transaktion wird für das zweite Quartal des Jahres 2021 erwartet. Im Vorfeld dieses Schrittes haben Gespräche zwischen "Property Solutions Acquisition Corp." und Faraday Future stattgefunden. Mit dem Schritt hat sich Faraday Future zugleich eine Finanzierung im Umfang von, überschlägig, 1 Mrd. US-$ gesichert. Damit kann das Unternehmen sein Elektroautomodell „Faraday Future FF91“ bis etwa Mitte des Jahres 2022 auf den Markt bringen.
Nachdem sich das Unternehmen nicht in der Lage sah, seine Zahlen für das dritte Quartal 2021 – überhaupt die ersten als börsennotierte Firma – ordnungsgemäß einzureichen, erhielt es eine Rüge durch die Nasdaq. Die US-Technologiebörse monierte, Faraday würde sich wegen des Verzugs nicht an die Regeln der Börse halten.

## Mitarbeiter und Geschäftspartner
Seit seiner Gründung im Jahr 2014 hatte das Unternehmen bis Januar 2016 einen Stamm von 1000 Mitarbeitern aufgebaut, der bis Januar 2017 auf 1400 gewachsen ist. Später ist die Anzahl der Mitarbeiter stark zurückgegangen.
Zeitweilig Finanzpartner war LeEco, ein chinesisches Konsumelektronikunternehmen.
Anfang März 2020 ist Faraday Future eine neue Geschäftspartnerschaft mit dem Unternehmen „US Hybrid Corporation“ eingegangen, einem in Kalifornien ansässigen Hersteller für Leistungs- und Energiewandler sowie Leistungselektronik und Steuerungen für den antriebstechnischen Bereich. Offenbar will das Partnerunternehmen US Hybrid bei LKW-Antrieben im Markt stärker Fuß fassen. US Hybrid ist offenbar an dem Elektroantriebssystem von FF oder dessen Komponenten interessiert, um diese Technik für mittelschwere und schwere Shuttlebusse und Container-Trucks zu nutzen.

## Produktion
Faraday Future wollte ursprünglich eine Milliarde US-Dollar in eine Fabrik in Nevada, nördlich von Las Vegas mit 4500 Arbeitskräften investieren. Der Bau der Fabrik begann im April 2016 auch, musste später aber wegen Zahlungsschwierigkeiten wieder aufgegeben werden. Am 7. August 2017 gab das Unternehmen dann bekannt, dass stattdessen ein Pachtvertrag für eine neue Produktionsstätte in Hanford unterzeichnet worden sei und Sanierungs- und Vorbereitungsarbeiten begonnen hätten. Zwei Tage zuvor seien 300 Mitarbeiter und „Unterstützer“ von Faraday Future nach Hanford gefahren, um vor Ort mit den Arbeiten zu beginnen. Die Stätte ist ein seit 2001 leerstehendes Fabrikationsgelände von Pirelli⊙ von etwa 300.000 m² Größe. Dort soll Platz für 1.300 Arbeitsplätze, aufgeteilt in drei Schichten, sein. Die Projektleitung dafür habe Dag Reckhorn, der Vice President of Global Manufacturing, übernommen.
Im Spätsommer 2019 ist der Öffentlichkeit ein Fahrzeugtestlabor präsentiert worden, das auch zur Weiterentwicklung des FF91 genutzt werden soll.

## Finanzierung
Bei der Finanzierung seiner Investition von einer Milliarde US-Dollar in ein Fertigungswerk bei Las Vegas rechnet das Unternehmen mit einer steuerlichen Förderung durch den Bundesstaat Nevada von 335 Millionen Dollar. Da für die sukzessiven Auszahlungen notwendige Baumeilensteine aber bereits aus Liquiditätsmangel nicht erreicht wurden, geriet die Weiterfinanzierung ins Stocken, was Ende 2016 zunächst zu einer mehrmonatigen Bauunterbrechung führte. Im Juli 2017 musste das Unternehmen allerdings den Bau der Fabrik aus Mangel an Investitionsmitteln stoppen.

## Fahrzeugmodelle
Aus einer modularen Fahrzeugplattform will Faraday Future unkompliziert verschiedene Fahrzeugtypen mit unterschiedlichen Größen, Längen, Radständen und Reichweiten für verschiedene Einsatzschwerpunkte ableiten können. Je nach Konfiguration soll ein Fahrzeug so mit bis zu vier Antriebsmotoren ausgestattet werden können.

### Konzeptstudie

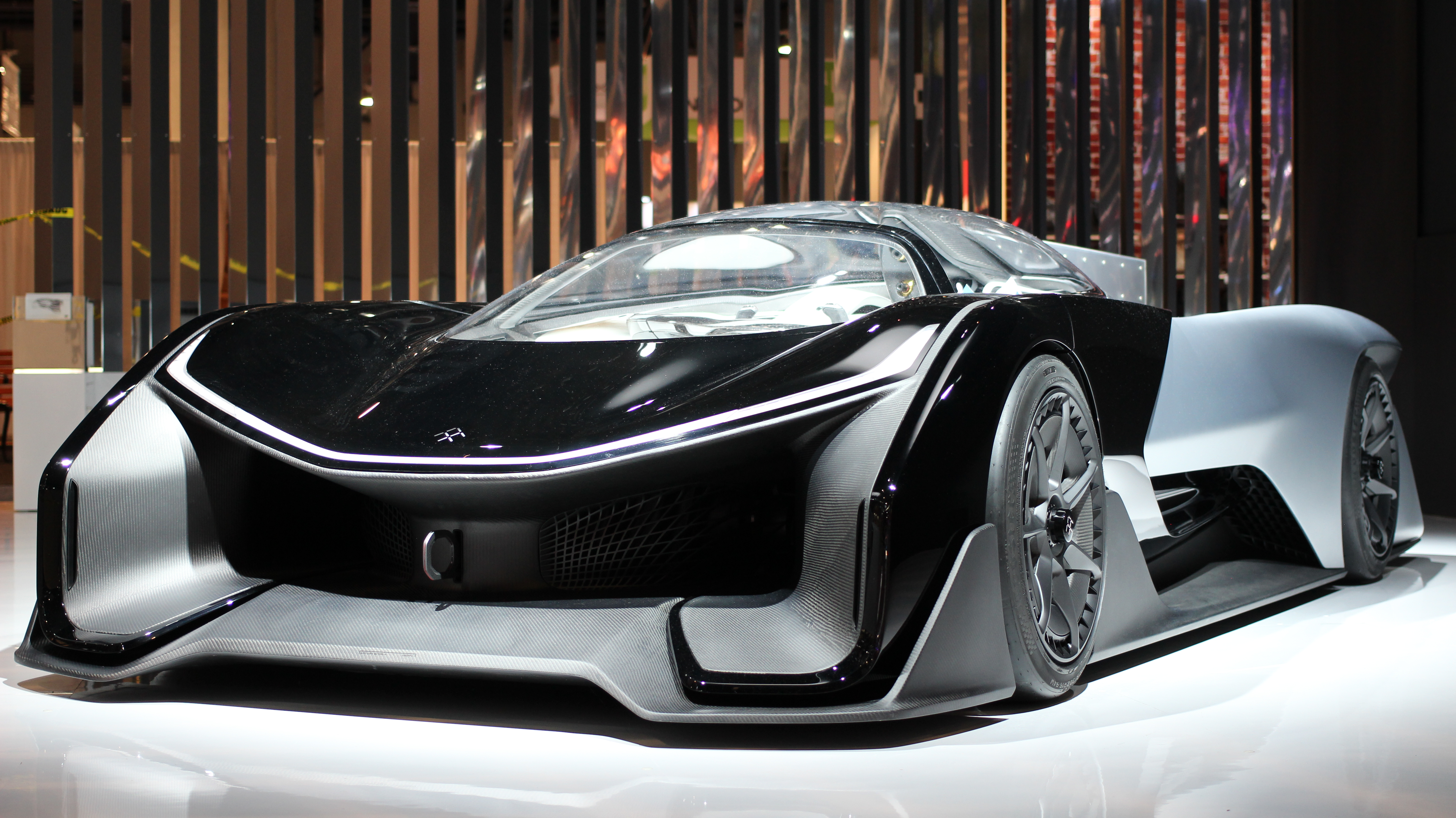
Faraday Future Sportwagen-Studie FF Zero1

Im Januar 2016 stellte das Unternehmen in Las Vegas auf der Consumer Electronics Show (CES) seine Einsitzer-Sportwagen-Studie FF Zero1 der Öffentlichkeit vor, zu der jedoch keine Produktionstermine angekündigt wurden. Der Sportwagen soll mit über 730 kW Spitzenleistung 320 km/h schnell fahren können.

### FF 91
Im Januar 2017 das erste Fahrzeug einer Serienentwicklung von Faraday Future unter dem Namen FF 91 auf der CES in Las Vegas vorgestellt. Die Markteinführung war für das Jahr 2019 vorgesehen. Das Fahrzeug ist konzipiert als Connected car basierend auf moderner Telematik. Es sind nur 300 Fahrzeuge der Auflage „Alliance Edition“ vorgesehen, deren Auslieferung ursprünglich im Jahr 2018 beginnen sollte. Faraday Future plant einige Fahrzeuge basierend auf der Flexible Variable Platform Architecture (VPA) und hat innerhalb von 36 Stunden nach der Präsentation 64.124 Reservierungen verbucht. Im August 2018 hat Faraday Future das erste Vorserienfahrzeug des FF 91 produziert.
Das Fahrzeug soll über 770 kW Spitzenleistung besitzen und in 2,27 Sekunden von 0 auf 60 Meilen pro Stunde (97 km/h) beschleunigen. Die Antriebsbatterie mit einer Kapazität von 142 kWh soll eine Reichweite von 613 km ermöglichen. Der Preis beträgt 249.000 US-Dollar.

## Automobilkompetenz
Faraday Future besetzte alle Leitungspositionen mit Fachleuten führender Wettbewerber, vor allem von Tesla und BMW:
- Nick Sampson, „Senior Vizepräsident für Forschung und Entwicklung“ (zuvor bei Tesla Motors) – bis Oktober 2018
- Dag Reckhorn, „Vizepräsident für Produktion“ (zuvor bei Tesla Direktor für Produktion)
- Alan Cherry, „Vizepräsident für Personal“ (zuvor bei Tesla Seniordirektor für Personal)
- Tom Wessner, „Vizepräsident für die Lieferkette“ (zuvor bei Tesla Direktor für Einkauf)
- Richard Kim, „Chefdesigner“ (zuvor bei BMW (I8 Concept und I3 Concept))
- Page Beermann, „Chef-Exteriordesigner“ (zuvor bei BMW Kreativdirektor)
- Silva Hiti, „Senior Direktor Antriebsstrang“ (zuvor bei Chevrolet (Chevrolet Volt))
- Pontus Fontaeus, „Innenraumdesigner“ (zuvor bei Lamborghini, Ferrari und Land Rover)
- Peter Savagian, Entwicklung Antriebsstrang – bis Oktober 2018
- Stefan Krause, seit 1. März 2017 „Global CFO“ (2002 bis 2008 Finanz- und Vertriebsvorstand bei BMW und bis 2015 Finanz- und Strategievorstand der Deutschen Bank)
- Ulrich Kranz, 2017 „Technikchef“ (zuvor als Chef des Project i für die Entwicklung des i3 und i8 verantwortlich)[56]

Stefan Krause, Ulrich Kranz und Richard Kim wechselten Ende 2017 zum Elektroautohersteller EVelozcity, welcher heute unter dem Namen „Canoo“ firmiert.

## Rennsport
Faraday Future liefert seit der Saison 2016/17 den Antriebsstrang (Motoren und Inverter) für die Fahrzeuge von Dragon Racing in der FIA-Formel-E-Meisterschaft und war in dieser Saison zudem Titelsponsor für das Team.
Zum Zwecke der Verbesserung der Regelung der Fahrdynamik des Elektro-SUVs Faraday Future FF91 hat man auch beim 2017er Bergrennen am Pikes Peak teilgenommen. In der Kategorie der Serienproduktionswagen (für die Straße) hat der Faraday Future FF91 die Zeit des Vorjahressiegers Tesla Model S P90D um mehr als zwanzig Sekunden unterbieten können.

## Kritik
An dem Finanzierungsmodell wurde Kritik geübt und die Realisierung des Fahrzeugbaus wurde in Zweifel gezogen. Die Finanzierung wurde von Nevadas Finanzminister Dan Schwartz als „Ponzi scheme“ bezeichnet und mit dem Anlagebetrüger Bernard Madoff verglichen. Zudem gab es Ende 2016 Berichte über unbezahlte Rechnungen an Zulieferer und den Abgang leitender Angestellter. Im Februar 2017 musste das Unternehmen starke finanzielle Einschnitte machen und die aggressiven Pläne zurückfahren.